# Chamaeleo jacksonii
Chamaeleo jacksonii este o specie de cameleon din genul Chamaeleo, familia Chamaeleonidae, ordinul Squamata, descrisă de Boulenger 1896.

## Subspecii
Această specie cuprinde următoarele subspecii:
- C. j. jacksonii
- C. j. merumontanus
- C. j. xantholophus